# Leyes de Burgos

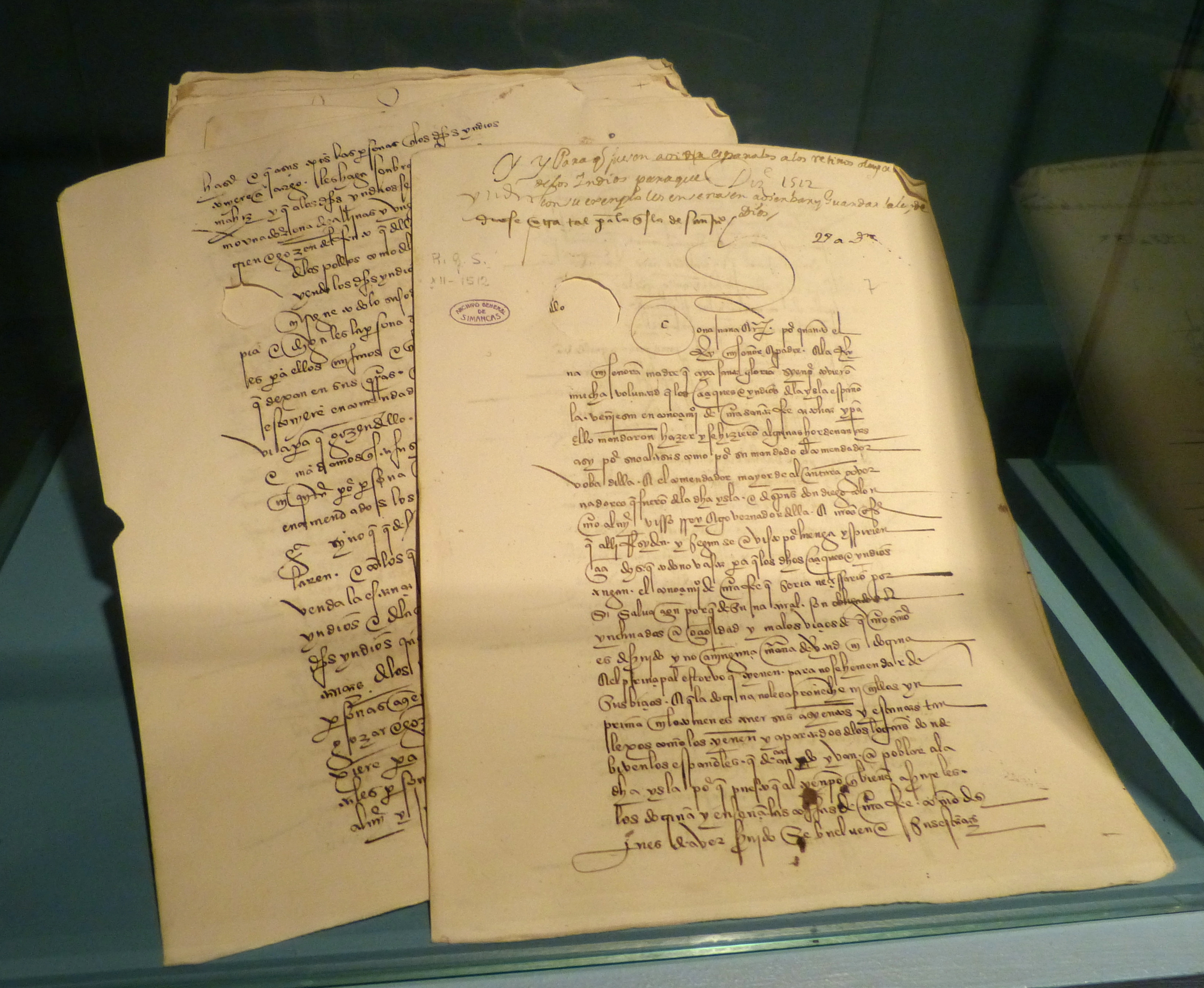
Leyes de Burgos – Faksimile in der Casa de Colón (Las Palmas de Gran Canaria)

Die Leyes de Burgos (Gesetze von Burgos) mit der Originalbezeichnung Ordenanzas Reales para el buen regimiento y tratamiento de los Yndios (Königliche Anweisungen für eine gute Regierung und Behandlung der Indianer) sind 35 Gesetze einer Gesetzessammlung, die am 27. Dezember 1512 durch König Ferdinand im Namen seiner Tochter Johanna von Kastilien verkündet wurden. Die am 28. Juli 1513 in Valladolid erlassene declaración e moderación de las dichas hordenanças (Erklärung und Veränderung dieser Anordnungen) wird allgemein als Teil der Leyes de Burgos angesehen. In den Gesetzen werden die sozial- und arbeitsrechtlichen Beziehungen zwischen der indigenen Bevölkerung und den Siedlern in den spanischen Kolonien geregelt. In diesem Sinn können die Leyes von Burgos als erstes geschriebenes Arbeitsgesetzbuch Amerikas angesehen werden. Sie sind auch ein Programm für die kulturelle Unterwerfung der indigenen Bevölkerung unter die Vorstellungen der christlichen Eroberer.

## Vorgeschichte
Am 4. Adventsonntag 1511 hielt der Dominikanerbruder Antonio de Montesinos (1475–1540) in Absprache mit anderen Mönchen seines Ordens in der Hauptkirche von Santo Domingo eine Predigt. In Anwesenheit der Honoratioren der Insel Hispaniola, unter anderem des Vizekönigs Diego Kolumbus, erhob er Vorwürfe gegen die Anwesenden wegen ihrer Behandlung der Indianer. Er stellte dabei die ethische Vertretbarkeit der Eroberung und das System der Encomienda in Frage. Dieses System war 1503 von Königin Isabella I. auf Hispaniola installiert worden: Die indigene Bevölkerung wurde als Encomendados den Europäern „anvertraut“ und mussten für sie arbeiten. Diese nannte Encomenderos, ihnen waren die Encomendados „anvertraut“, damit sie sie anleiteten, gute Christen zu werden. Die Zuhörer reagierten verärgert auf die Predigt und wandten sich an König Ferdinand. Er befand, dass es ein großer Irrtum sei, die Rechtmäßigkeit der Encomienda in Frage zu stellen, und befahl Diego Kolumbus, die verantwortlichen Dominikanermönche sofort nach Spanien zu schicken.
Trotzdem berief Ferdinand als Reaktion auf die Vorfälle und zur Klärung der rechtlichen und theologischen Fragen, die im Zusammenhang mit dem Vorgehen der Kastilier in Amerika bestehen konnten, einen Ausschuss. Es war dies das erste Mal, dass die Krone Theologen und Juristen zusammenrief, um über Fragen im Zusammenhang mit der Eroberung und Besiedlung Amerikas zu beraten. Der Ausschuss sollte sich mit drei Problembereichen befassen und rechtliche Regelungen vorschlagen: 
- die Frage der Legitimität der Herrschaft der Krone über die indigene Bevölkerung und das Land sowie das damit verbundene Recht oder die Pflicht der Ansiedlung christlicher Siedler
- die Frage der Zulässigkeit der Kriege, die geführt wurden, um die indigene Bevölkerung zu unterwerfen und sie zu missionieren
- die Frage der Behandlung der Indianer, besonders das System der Encomienda

In Burgos trafen sich die Mitglieder des Königlichen Rates mit den königlichen Predigern zwanzig Mal, um auf der Grundlage einer Abhandlung de Montesinos mit dem Titel Información juridica en defensa de los indios (Rechtsinformation zur Verteidigung der Indianer) zu beraten.

## Inhalte
Die Leyes de Burgos behandeln in erster Linie das Verhältnis zwischen Encomendados und Encomenderos im Bereich des Bergbaus. Dies ist damit zu erklären, dass sich die Anzeigen und Proteste der Verteidiger der Indianer auf die Arbeit in den Bergwerken konzentrierten. Der Bergbau war damals der wichtigste Wirtschaftszweig der Kolonie.

### Umsiedlung
Ein zentraler Punkt im System der Encomienda war die Umsiedlung der indigenen Bevölkerung. Diese wird in der Präambel der Leyes de Burgos unter anderem damit gerechtfertigt, dass so die Evangelisation erleichtert würde. Es wird daher angeordnet, dass die Encomenderos, in der Nähe der Häuser der Europäer, für jeweils 50 Arbeiter vier Bohíos (Strohhütten) bauen lassen mussten. Die sollten Gärten haben, in denen der Lebensunterhalt der indigenen Bevölkerung erwirtschaftet werden sollte. Nach der Umsiedlung wurden die früheren Unterkünfte zerstört, um klarzustellen, dass es keine Rückkehr in die alten Verhältnisse und Beziehungen gab.

### Programm der kulturellen Anpassung
Die Leyes de Burgos schrieben den Bau von Gebetsräumen und Kirchen vor, in denen die Encomenderos  täglich mit ihren Arbeitern beten und ihnen das Aufsagen der Gebete beibringen sollten. Der Sonntag sollte stets arbeitsfrei sein und durch eine bessere Verpflegung hervorgehoben werden. 
Für jeweils 50 Indianer einer Encomienda sollte ein Knabe durch die Franziskanerbrüder ausgebildet werden. Die Kaziken mussten ihre Söhne über 13 Jahren den Franziskanern übergeben, die sie vier Jahre lang einem Prozess der ideologischen Vorbereitung (Alphabetisierung und Evangelisierung) unterwarfen. Es sollte ein grundlegender kultureller Bruch zwischen den Erwachsenen und den Jugendlichen erreicht werden, um den Übergang zum Christentum und zur Kultur der neuen herrschenden Klasse zu erleichtern.
Verschiedene Aspekte der indigenen Kultur wurden in den Leyes de Burgos aber akzeptiert: So wurde die Stellung der Kaziken anerkannt. Sie waren nicht zur Arbeit verpflichtet, ihnen stand eine Anzahl von Dienern zu, ihre Söhne bekamen eine Ausbildung. Ob es den Indianern erlaubt blieb, ihre traditionellen Tänze zu tanzen, ist umstritten.

### Arbeitsrechtliche Vorschriften
Die Encomenderos waren verpflichtet, wenigstens ein Drittel der ihnen zugeteilten Indianer in den Bergwerken zur Goldgewinnung zu beschäftigen. Die Leyes de Burgos schrieben vor, dass nach fünf Monaten Arbeit im Bergwerk 40 Tage der „Erholung“ eingelegt werden mussten. In dieser Zeit bestellten die Arbeiter die ihnen zugeteilten Felder, von deren Ertrag sie und ihre Familien lebten. Die Felder bildeten in der Zeit der Abwesenheit des Encomendado die Lebensgrundlage seiner Familie. Während der Arbeitszeit hatte der Encomendero die Arbeiter zu verpflegen. Diese hatten auch einen Anspruch auf einen Goldpeso pro Jahr für Bekleidung. Diese Leistung wurde aber üblicherweise in Naturalien abgegolten.
Frauen durften ab dem vierten Monat ihrer Schwangerschaft nicht mehr in Bergwerken beschäftigt werden. Sie arbeiteten dann meist in der Landwirtschaft, als Hausangestellte bei den Encomenderos oder webten Hängematten, die der Encomendero den Indianern zur Verfügung zu stellen hatte. Kinder unter 14 Jahren durften nicht mit Arbeiten von Erwachsenen beschäftigt werden. Sie sollten für Landarbeiten auf den Feldern ihrer Eltern eingesetzt werden.

### Überprüfung der Einhaltung der Gesetze
Die Überwachung der Gesetze besonders im Bezug auf die Nahrungsmittelversorgung, die Behandlung und die religiöse Unterweisung der Indianer wurde an Visitadores (Inspektoren) übertragen. Diese Personen sollten von dem Vizekönig oder den ihn vertretenden Beamten aus den ältesten Bewohnern der Orte ausgewählt werden. Ihre Arbeit wurde durch die Zuteilung von Encomiendas entschädigt. Es wurde also eine Person, die selbst zu überwachen war, zur Überwachung bestimmt. Es sind keinerlei Berichte von  Visitadores bekannt, in denen sie den zuständigen Stellen über ihre Besuche berichten.

## Rechtskraft
Die Leyes de Burgos wurden in erster Linie wegen der Geschehnisse mit den Taínos auf  Hispaniola erlassen. Als die Eroberung sich auf den Rest der Großen Antillen ausbreitete, wurden Gesetzestexte auch nach Puerto Rico und Jamaika geschickt. Sie galten in allen spanischen Kolonien, in denen zu dieser Zeit Zuteilungen von Encomiendas vorgenommen wurden.

## Bedeutung
Anlass für den Erlass der Leyes de Burgos war die Kritik an der Behandlung der indigenen Bevölkerung, besonders das System der Encomienda. Ob die Gesetze die Indianer wirklich schützten und sie als freie Menschen und Träger von grundlegenden Menschenrechten wie Freiheit und Eigentum anerkannten, wurde in der Vergangenheit unterschiedlich bewertet. Es gab zwar in dem Gesetz das Verbot, die Indianer mit Schimpfnamen zu belegen, es finden sich aber an vielen Stellen negative Bewertungen der indigenen Bevölkerung. Sie werden besonders in der Präambel als von Natur aus lasterhaft und zum Müßiggang neigend und mit anderen schlechten Eigenschaften versehen bezeichnet. Ausgangsthese der Versammlung, die die Gesetze schuf, war, dass die Indianer durch moralische Verdorbenheit und Herkunft sich ablehnend gegen das zivilisierte Leben und das Christentum verhalten würden, das die Spanier ihnen anböten, man sie daher zur Arbeit zwingen müsse und sie durch das Vorbild und die Erziehung der Encomenderos zu christlichen Untertanen gemacht werden können. Das System der Encomienda wird in den Leyes de Burgos nicht in Frage gestellt.
Nachdem verschiedene Verteidiger der Rechte der indigenen Bevölkerung Amerikas, besonders Bartolomé de Las Casas, König Karl I. von Kastilien 1540 über die Folgen der bisherigen Eingeborenenpolitik unterrichteten, berief der eine Sonderkommission ein, in der er zeitweise selbst den Vorsitz führte. Das Ergebnis dieser Beratungen waren die Leyes Nuevas (neue Gesetze) vom 20. November 1542, die die Leyes de Burgos ersetzten. Sie sollten die Indianer vor der Ausbeutung durch die Siedler schützen und die Encomienda beenden, indem sie eine Neuzuteilung von Indianern verboten. Dies musste nach erheblichem Widerstand der Siedler, der sich in Peru unter Gonzalo Pizarro zu einem regelrechten Aufstand steigerte, im Jahr 1545 wieder zurückgenommen werden: Die Encomenderos waren als militärische Führungsschicht für das Kolonialreich unentbehrlich. Die Encomienda bestand, zum Teil in abgewandelter Form des Repartimiento bis Ende des 18. Jahrhunderts fort.